# Bratčice u Čáslavi
Bratčice (deutsch Bratschitz, älter auch  Braterschitz (1223), Brachschitz (1358), Braschitz (1381)) ist eine Gemeinde in der Region Středočeský kraj, Tschechien. Das Dorf liegt sieben Kilometer südlich von Čáslav im Tal der Čáslavka an den Anhöhen der Tisá skála. Sie ist eine der ältesten Siedlungen im Okres Kutná Hora.

## Geschichte
Der Ort wurde 1126 erstmals schriftlich erwähnt. Anfang des 13. Jahrhunderts gehörte die Siedlung dem Jan von Bratčice, der 1254 starb und in der von ihm erbauten Kirche des Deutschen Ritterordens begraben wurde. Nach seinem Tod wurde der Deutsche Ritterorden Eigentümer der Siedlung. Die Angehörigen des Ordens wurden 1418 von den Hussiten verjagt. Lange Zeit wechselten die Eigentümer in schneller Folge. Nach dem Ständeaufstand von 1618 fand in der Nähe zu Beginn des Dreißigjährigen Krieges die Schlacht zwischen dem kaiserlichen Heer, das von Feldmarschall Heinrich von Dampierre angeführt wurde und den Aufständischen statt. Während des Rückzugs wurde das Dorf niedergebrannt. 1642 erhielt Ritter Bernart Ignác Felix Šmerovský die Gegend, der sie durch verschiedene Maßnahmen wieder zum Blühen brachte. Sein Sohn verkaufte das den Besitz weiter. Nach weiteren Eigentümerwechseln siedelte sich Ende des 19. Jahrhunderts Industrie und Handwerk an. Allerdings kam es ab 1948 zur Zeit des Kommunismus zur Verlagerung wichtiger politischer und administrativer Funktionen, wodurch die Gemeinde ihre frühere Bedeutung verlor.

## Töchter und Söhne des Ortes
- Jan Perner (1815–1845), Ingenieur